# 와지로역
와지로역(일본어: 和白駅 わじろえき[*])은 일본 후쿠오카현 후쿠오카시 히가시구에 위치한 규슈 여객철도 · 서일본 철도의 철도역이다. JR 가시 선과 니시테쓰 가이즈카 선의 소속역이다.

## 타는 곳

### JR 규슈
상대식 승강장 2면 2선의 구조를 갖춘 지상역이며, 과선교로 연결되어 있다.
| 1 | ■ 가시 선 | 하행 | 가시 · 조자바루 · 우미 방면      |
| 2 | ■ 가시 선 | 상행 | 우미노나카미치 · 사이토자키 방면 |

### 서일본 철도
JR 규슈와 마찬가지로 상대식 승강장 2면 2선의 구조를 갖춘 지상역이다.
| 1 | ■ 가이즈카 선 | 상행 | 니시테쓰카시 · 니시테쓰치하야 · 가이즈카 방면 |
| 2 | ■ 가이즈카 선 | 하행 | 니시테쓰신구 방면                             |

## 이용 현황
| 연도     | 승차 인원 | 하차 인원 | 연도     | 승차 인원 | 하차 인원 |
| 1996년도 | 1,781     | 3,395     | 2005년도 | 1,033     | 2,066     |
| 1997년도 | 1,679     | 3,181     | 2006년도 | 1,030     | 2,058     |
| 1998년도 | 1,584     | 2,973     | 2007년도 | 967       | 1,931     |
| 1999년도 | 1,432     | 2,833     | 2008년도 | 1,014     | 2,029     |
| 2000년도 | 1,340     | 2,677     | 2009년도 | 1,000     | 2,001     |
| 2001년도 | 1,263     | 2,526     | 2010년도 | 956       | 1,915     |
| 2002년도 | 1,249     | 2,507     | 2011년도 | 951       | 1,905     |
| 2003년도 | 1,148     | 2,290     | 2012년도 | 929       | 1,858     |
| 2004년도 | 1,052     | 2,104     |          |           |           |
| -------- | --------- | --------- | -------- | --------- | --------- |

## 역 주변
- 가메노이 호텔 후쿠오카 와지로 점 · 후쿠오카 사무소

## 인접 역
| 규슈 여객철도 가시 선   | 규슈 여객철도 가시 선 | 규슈 여객철도 가시 선    |
| ----------------------- | --------------------- | ------------------------ |
| 나타 사이토자키 방면    | ■ 가시 선             | 가시 우미 방면           |
| 서일본 철도 가이즈카 선 |                       |                          |
| 도노하루 가이즈카 방면  | ■ 가이즈카 선         | 미토마 니시테쓰신구 방면 |